# Бретрен (Мічиган)
Бретрен (англ. Brethren) — переписна місцевість (CDP) в США, в окрузі Меністі штату Мічиган. Населення — 331 особа (2020).

## Географія
Бретрен розташований за координатами 44°17′33″ пн. ш. 86°0′37″ зх. д. / 44.29250° пн. ш. 86.01028° зх. д. (44.292561, -86.010253).  За даними Бюро перепису населення США в 2010 році переписна місцевість мала площу 8,16 км², з яких 8,07 км² — суходіл та 0,09 км² — водойми.

## Демографія
Згідно з переписом 2010 року, у переписній місцевості мешкало 410 осіб у 170 домогосподарствах у складі 102 родин. Густота населення становила 50 осіб/км².  Було 262 помешкання (32/км²).
Расовий склад населення:
| - 97,6 % — білих - 1,0 % — корінних американців - 0,2 % — азіатів |

До двох чи більше рас належало 1,0 %. Частка іспаномовних становила 0,7 % від усіх жителів.
За віковим діапазоном населення розподілялося таким чином: 25,6 % — особи молодші 18 років, 59,0 % — особи у віці 18—64 років, 15,4 % — особи у віці 65 років та старші. Медіана віку мешканця становила 43,6 року. На 100 осіб жіночої статі у переписній місцевості припадало 108,1 чоловіків;  на 100 жінок у віці від 18 років та старших — 108,9 чоловіків також старших 18 років.
Середній дохід на одне домашнє господарство  становив 45 377 доларів США (медіана — 40 000), а середній дохід на одну сім'ю — 49 906 доларів (медіана — 43 542). Медіана доходів становила 41 250 доларів для чоловіків та 26 875 доларів для жінок. За межею бідності перебувало 12,6 % осіб, у тому числі 16,7 % дітей у віці до 18 років та 7,8 % осіб у віці 65 років та старших.
Цивільне працевлаштоване населення становило 128 осіб. Основні галузі зайнятості: освіта, охорона здоров'я та соціальна допомога — 24,2 %, будівництво — 17,2 %, виробництво — 11,7 %, публічна адміністрація — 10,2 %.